# Fünfte Jahreszeit (Album)
Fünfte Jahreszeit ist das siebte Album der deutschen Rockgruppe Karat aus dem Jahr 1987. Das Album erschien in beiden Teilen des getrennten Deutschlands gleichzeitig, in der Bundesrepublik Deutschland auch als CD. Es war zudem die erste Produktion bei der Christian Liebig als Bassist von Karat auftrat. Auf dem Album wirkten zahlreiche Gäste mit, unter anderem die Sänger von Rockhaus (Mike Kilian) und City (Toni Krahl), der Gitarrist von Pankow (Jürgen Ehle) und Bernd Bangel (früher Babylon) sowie Tamara Danz, die den Titel Glocke Zweitausend mit Herbert Dreilich im Duett sang.
Als Single wurden die Titel Fünfte Jahreszeit und Der Liebe Fluch sowie In deiner Galerie und Der Fahrradverkäufer ausgekoppelt. Beide Singles erschienen nur bei Teldec. Der Titel Hab' den Mond mit der Hand berührt erschien bereits 1985 in einer alternativen Version auf der Single zum Live-Album Auf dem Weg zu Euch. Insgesamt verkaufte sich das Album Fünfte Jahreszeit über 270.000 Mal.

## Inhalt
In den Titeln werden Sehnsüchte und Wünsche aufgegriffen: das Verlangen nach Erfolg (Fetzen aus Samt), die Sehnsucht nach der großen, aber unerreichbaren Liebe (Fünfte Jahreszeit, Der Liebe Fluch) Fernweh, der Wunsch, woanders zu sein (Hab' den Mond mit der Hand berührt).
Fünfte Jahreszeit ist zudem ein typisches „Vorwende-Album“. Es enthält Statements zur politischen Situation. In Der Doppelgänger werden die Teilung, der Sinn der Teilung und die Geschichte Deutschlands metaphorisch durch das Motiv des Doppelgängers beleuchtet und in Frage gestellt. In Glocke Zweitausend thematisiert die Gruppe durch propagandistische Politik produzierte Illusionen („Vorbei sind die Zeiten, wo einer allein den Himmel auf Erden versprechen uns kann.“) und die baldig zu erwartende Zeit der endgültigen Stagnation in der DDR („Wer glaubt noch an das Glück… wenn schon im Keim zerbricht, was vor einer Betonwand erblüht…“).

## Besetzung
- Herbert Dreilich (Gesang)
- Ulrich „Ed“ Swillms (Keyboards)
- Thomas Kurzhals (Keyboards)
- Bernd Römer (Gitarre)
- Michael Schwandt (Schlagzeug, Perkussion)
- Christian Liebig (Bassgitarre)

## Titelliste
1. Fetzen aus Samt (Swillms/Kaiser) (4:49)
2. Fünfte Jahreszeit (Swillms, Dreilich/Kaiser, Dreilich) (4:46)
3. Der Fahrradverkäufer (Swillms, Dreilich/Kaiser, Dreilich) (3:39)
4. In deiner Galerie (Swillms/Kaiser) (4:28)
5. Hab' den Mond mit der Hand berührt (Kurzhals/Dreilich) (3:48)
6. Der Doppelgänger (Kurzhals/Kaiser) (3:34)
7. Aus zweiter Hand (Swillms/Kaiser) (4:49)
8. Er kam, sah und siegte (Swillms/Kaiser) (4:18)
9. Der Liebe Fluch (Dreilich/Kaiser) (2:43)
10. Die Glocke Zweitausend (Dreilich/Kaiser, Dreilich) (5:25) (In diesem Lied erinnern wir an den Gedanken John Lennons: „You may say I'm a Dreamer, but I'm not the only one“)